# Federico Páez
Federico Páez (* 1880 in Quito; † 1974 ebenda) war ein ecuadorianischer Ingenieur und vom 26. September 1935 bis zum 22. Oktober 1937 Diktator seines Landes.
Páez hat seine Ausbildung in Frankreich und Belgien erfahren und wurde nach seiner Rückkehr nach Ecuador von Velasco Ibarra in seiner Präsidentschaft von 1934 bis 1935 zum Minister für öffentliche Bauten gemacht. Nachdem dieser 1935 gestürzt wurde, übertrug der interimische Präsident Antonio Pons die Präsidentschaft an Páez. 1937 rief Páez eine Verfassungsgebende Versammlung ein, von der er zum Interimspräsidenten gewählt wurde, bis ihn Alberto Enríquez Gallo stürzte.